# Xanthidium hastiferum
Xanthidium hastiferum là một loài Song tinh tảo trong họ Desmidiaceae, thuộc chi Xanthidium.